# Ügyvédi visszaélés
Az ügyvédi visszaélés (latin eredetű szóval praevaricatio inpropria) az igazságszolgáltatás elleni bűncselekmények  egyike.

## A hatályos Büntető Törvénykönyvben
Az ügyvédi visszaélésről a hatályos 2012. évi C. törvény 285. §-a rendelkezik.

### Alapeset
Az az ügyvéd, aki azért, hogy ügyfelének jogtalan hátrányt okozzon, hivatásából folyó kötelességét megszegi, bűntett miatt 3 évig terjedő szabadságvesztéssel büntetendő.

### Fogalommeghatározás
Ennek a szakasznak az alkalmazásában ügyvédnek tekintendő  az ügyvédjelölt, valamint más olyan személy is, aki jogi képviseletre foglalkozásánál fogva jogosult.

### Minősített eset
A büntetés 1 egy évtől 5 évig terjedő szabadságvesztés, ha az ügyvédi visszaélést haszonszerzés végett követik el.

## Joggyakorlat
BH 2023.10.237 I.:  Az ügyvédi visszaélés elkövetési magatartása a kötelességszegés, amely az ügyvédi hivatásból eredő jogviszonyt rendező jogszabályokban foglalt, valamint az ügyvédi hivatás részben íratlan, részben írott etikai magatartási szabályaiban megjelenő követelmények megszegését jelenti. A kötelességszegés azonban önmagában még nem bűncselekmény, hanem fegyelmi eljárásra ad okot; az csak akkor tényállásszerű, ha hozzá jogtalan hátrányokozási célzat is kapcsolódik [Btk. 285. §]. 

## Története

### A Csemegi-kódexben
A Csemegi-kódex szabályozta az ú. n. ügyvédi bűntettet.
Így minősült:
1. Annak cselekménye, aki ügyvédi minőségében rábízott ügyben mindkét félnek tanáccsal vagy tettel kötelességellenesen szolgál, vagy miután az egyik felet képviselte, annak beleegyezése nélkül az ügy folyama alatt, az ellenfélnek képviseletét elvállalja. Ez mint vétség 3 évig terjedhető fogházzal volt büntetendő.
2. Annak cselekménye, aki az ellenféllel egyetértve, saját ügyfelének kárára működik; büntetése 5 évig terjedhető börtön.
3. Ügyvéd, aki büntetőügyben megvesztegetve, védence  ártalmára kötelességellenesen jár el, a szerint, amint az ügy kihágásra, vétségre, bűntettre vonatkozik: 3 hónapig terjedhető fogházzal, 1 évig, illetve 5 évig terjedhető börtönnel büntetendő. De 5 évig terjedhető fegyház a büntetés akkor, ha az ügy halállal vagy életfogytig tartó fegyházzal sújtott bűntettre vonatkozik.
Mellékbüntetés vétség esetében az ügyvédség elvesztése, bűntett esetében hivatalvesztés és politikai jogok gyakorlatának felfüggesztése volt.
Az ügyvédi bűntett az ügyvédi képviselettel való visszaélés volt, amelynek alanya csak ügyvédi oklevéllel bíró és az ügyvédi kamarába bejegyzett ügyvéd lehetett (ügyvédjelölt, ügyvédhelyettes nem!) . Akár peres, akár nem peres ügyben és ügy polgári, mint büntető, fegyelmi vagy közigazgatási ügyben elkövethető. volt.

### Az 1978. évi IV. törvényben
A korábbi Btk. 247. §-a rendelte büntetni az ügyvédi visszaélést. A büntetés a minősített esetben – a (2) bekezdés szerint – öt évig terjedő szabadságveszés volt.